# برنادت ناگی
برنادت ناگی (به انگلیسی: Bernadett Nagy،  زادهٔ ۱۹ نوامبر ۲۰۰۰) یک کشتی‌گیر آزادکار زن اهل کشور مجارستان است. وی سابقه حضور در المپیک ۲۰۲۴ پاریس را دارد.  